# 심형준
심형준은 대한민국의 영화 감독 및 텔레비전 드라마 연출감독이다.

## 드라마
- 2024년 tvN 월화 미니시리즈 《플레이어 2 : 꾼들의 전쟁》 ... 공동연출

## 예능
- 2021년 Lifestyle 화요 예능 프로그램 《OnStyle - Jessica & Krystal》 ... 연출
- 2024년 MBN 금요 예능 프로그램 《전현무계획》 ... 외부연출